# Mujur Lor
Mujur Lor is een bestuurslaag in het regentschap Cilacap van de provincie Midden-Java, Indonesië. Mujur Lor telt 3161 inwoners (volkstelling 2010).